# Política exterior del Imperio ruso

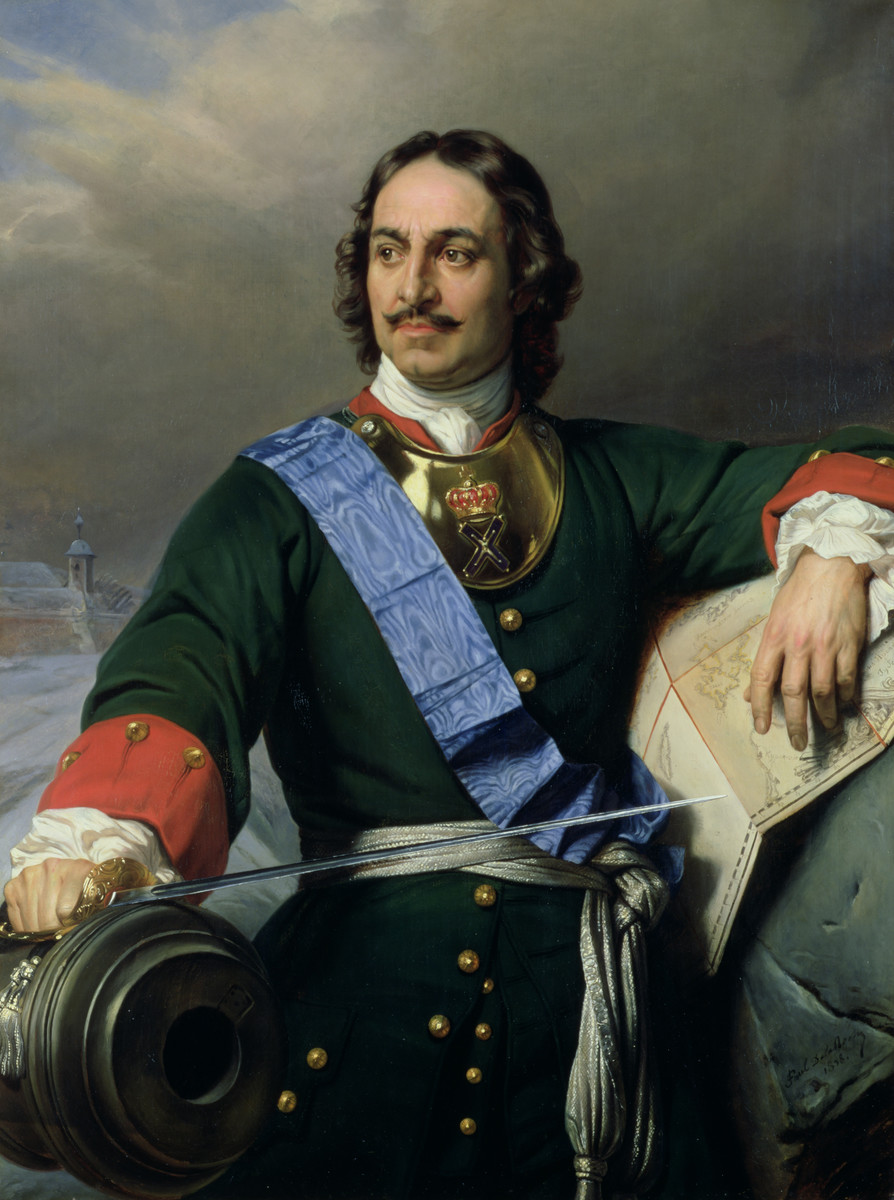
Pedro el Grande rebautizó oficialmente el Zarato ruso como Imperio Ruso en 1721 y se convirtió en su primer emperador.

La política exterior del Imperio Ruso abarca las relaciones exteriores rusas hasta 1917. Todas las principales decisiones del Imperio Ruso fueron tomadas por el zar (autocracia zarista), por lo que hubo una uniformidad de política y una contundencia durante los largos regímenes de líderes poderosos como Pedro el Grande y Catalina la Grande. Sin embargo, hubo numerosos zares débiles, como niños con un regente en control, así como numerosos complots y asesinatos. Con zares débiles o cambios rápidos había impredecibilidad e incluso caos.
Rusia jugó un pequeño papel en las guerras napoleónicas hasta 1812, cuando el enorme ejército de  Napoleón fue destruido en la invasión francesa de Rusia. Rusia desempeñó un papel importante en la derrota de Napoleón y en el establecimiento de términos conservadores para la restauración de la Europa aristocrática durante el período de 1815 a 1848. Hubo varias guerras con el Imperio Otomano, y en 1856 Rusia perdió la Guerra de Crimea ante una coalición de Gran Bretaña, Francia y el Imperio Otomano. Más guerras pequeñas siguieron a finales del siglo XIX.
Durante tres siglos, desde los días de Iván el Terrible (gobernado de 1547 a 1584), Rusia se expandió en todas las direcciones a 18 000 millas cuadradas por año, convirtiéndose con mucho en la mayor potencia ya que China tenía más gente pero mucho menos poder militar o económico o diplomático. La expansión trajo muchas minorías que tenían sus propias religiones e idiomas. El sistema político era una autocracia gobernada por el zar; en sus últimos días fue desafiado por varios grupos revolucionarios que se volvieron ineficaces por un duro estado policial que envió a muchos miles al exilio en la remota Siberia. La expansión había terminado en gran medida en la década de 1850, pero hubo cierto movimiento hacia el sur, hacia Afganistán y la India, lo que molestó mucho a Gran Bretaña, que controlaba la India. El principal enemigo histórico de Rusia era el Imperio Otomano, que controlaba el acceso de Rusia al Mar Mediterráneo. La solución del zar fue patrocinar a los insurgentes eslavos en los Balcanes contra los otomanos. Serbia apoyó a los insurgentes contra Austria, y Rusia apoyó a Serbia, que era greco-ortodoxa en religión y eslava en cultura. El principal aliado de Rusia era Francia, que necesitaba su tamaño y poder para contrarrestar el cada vez más poderoso Imperio alemán.
Rusia entró en la Primera Guerra Mundial en 1914 contra Alemania, Austria y el Imperio Otomano para defender el Reino de Serbia, y para obtener acceso al Mar Mediterráneo a expensas del Imperio Otomano. La ayuda financiera vino de sus aliados Gran Bretaña y Francia. El ejército ruso fracasó, al igual que el sistema político y económico. Los rusos perdieron la fe en el zar fracasado. El resultado fueron  dos revoluciones en 1917 que destruyeron el Imperio Ruso, y llevaron a la independencia de los estados bálticos, Polonia y, brevemente, Ucrania y una serie de estados-nación más pequeños como Georgia. Después de los agudos combates de la guerra civil rusa con participación internacional, un nuevo régimen comunista bajo Lenin se hizo cargo y estableció la Unión Soviética (URSS). Para el siguiente período véase Relaciones internacionales de la Unión Soviética.

## Estrategia
La expansión geográfica por medio de la guerra y los tratados fue la estrategia central de la política exterior rusa desde el pequeño  estado moscovita del siglo XVI hasta la Primera Guerra Mundial en 1914.  Los objetivos eran el territorio, los puertos de aguas cálidas y la protección del  cristianismo ortodoxo. El arma principal era el muy grande y cada vez mejor entrenado Ejército Imperial Ruso, aunque la economía doméstica estaba en dificultades para proporcionar el apoyo adecuado. Aunque hubo ocasionales derrotas y reveses, el recorrido fue generalmente exitoso hasta la década de 1900.

### Oeste: Polonia y el Báltico

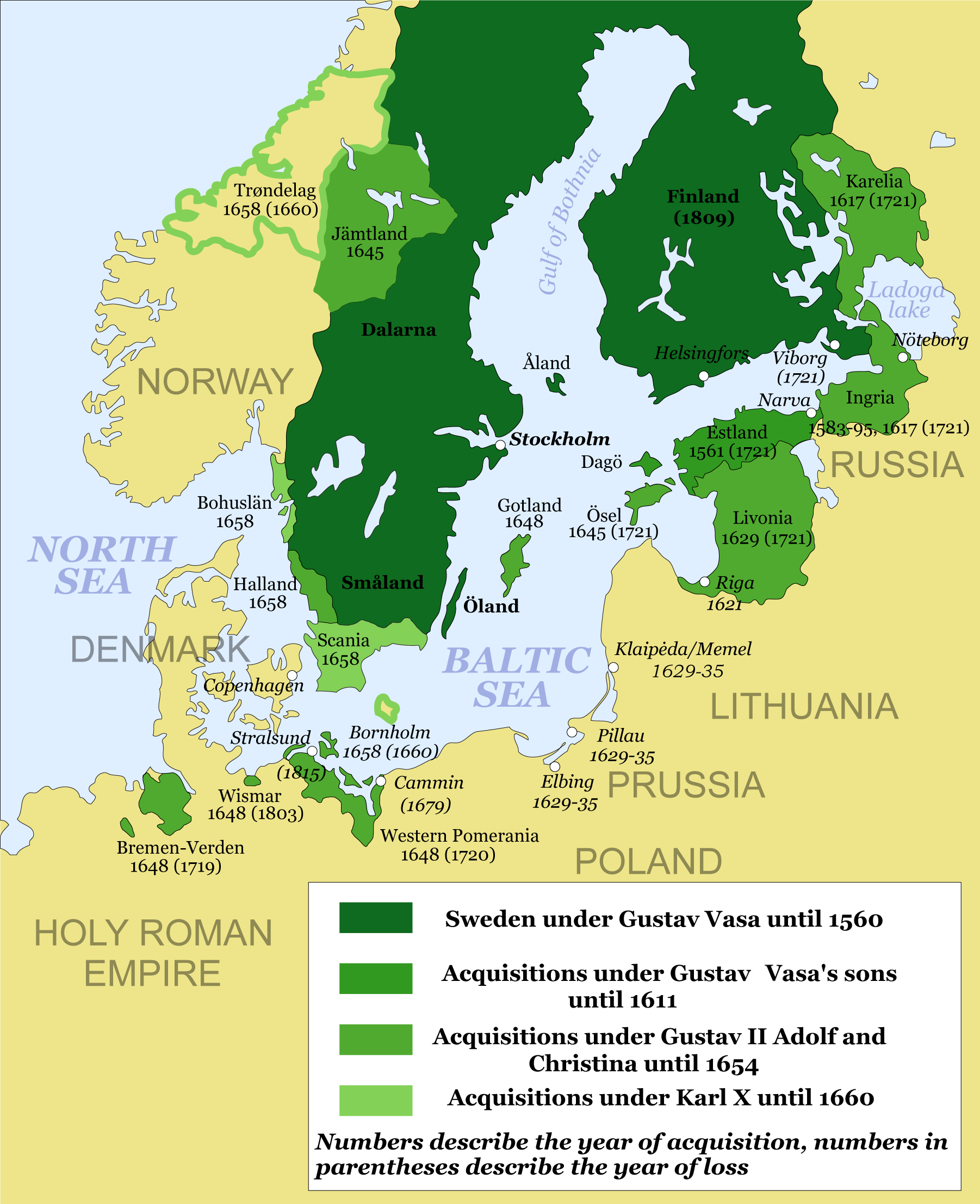
El Imperio Sueco

Al noroeste, Rusia se enfrentó durante un siglo a Suecia por el control del Mar Báltico. El Imperio tuvo éxito en la década de 1720, obteniendo no solo el acceso al mar, sino la propiedad de Finlandia y los Estados Bálticos de Letonia, Lituania y Estonia. Al oeste, hubo una serie de guerras con Polonia y Lituania, seguidas de acuerdos negociados con Prusia y Austria que dieron a Rusia el control de la mayor parte de Ucrania, y una gran parte de Polonia.  Napoleón desafió sin éxito a los rusos directamente con su  invasión de 1812 a Rusia. Rusia se apoderó de más territorio y se convirtió en una gran potencia, con una fuerte voz en los asuntos de Europa desde 1814 hasta la década de 1840.

### En el sur: Otomanos y el Cáucaso

El Imperio Otomano en su mayor extensión

Al sur, el conflicto con el Imperio Otomano duró siglos. Rusia rebanó los territorios que antes estaban en manos de los otomanos, como Crimea, y se convirtió en un poderoso protector político de los cristianos ortodoxos en los Balcanes, y también de los cristianos en Transcaucasia. La mayor derrota en la historia de la expansión rusa se produjo en la Guerra de Crimea (1854-1856), cuando los británicos y los franceses defendieron la integridad del Imperio Otomano ante los amigos. Sin embargo, los zares recuperaron en gran medida sus pérdidas en 1870.

### Asia central
Al sudeste, Rusia tomó el poder en grandes franjas de territorio en Asia Central habitadas por musulmanes de etnia turca. Aunque algunos colonos rusos fueron enviados a Kazajistán, en general las principales élites locales se quedaron en el poder siempre y cuando estuviera claro que Rusia controlaba la política exterior y militar. La corriente principal de expansión llegó finalmente a Afganistán a mediados del siglo XIX, dando lugar a El Gran Juego con repetidas guerras contra las tribus afganas, e implicando cada vez más amenazas y contra-amenazas con los británicos, que estaban decididos a proteger sus grandes posesiones en el subcontinente indio.

### Lejano Oriente: China y Japón

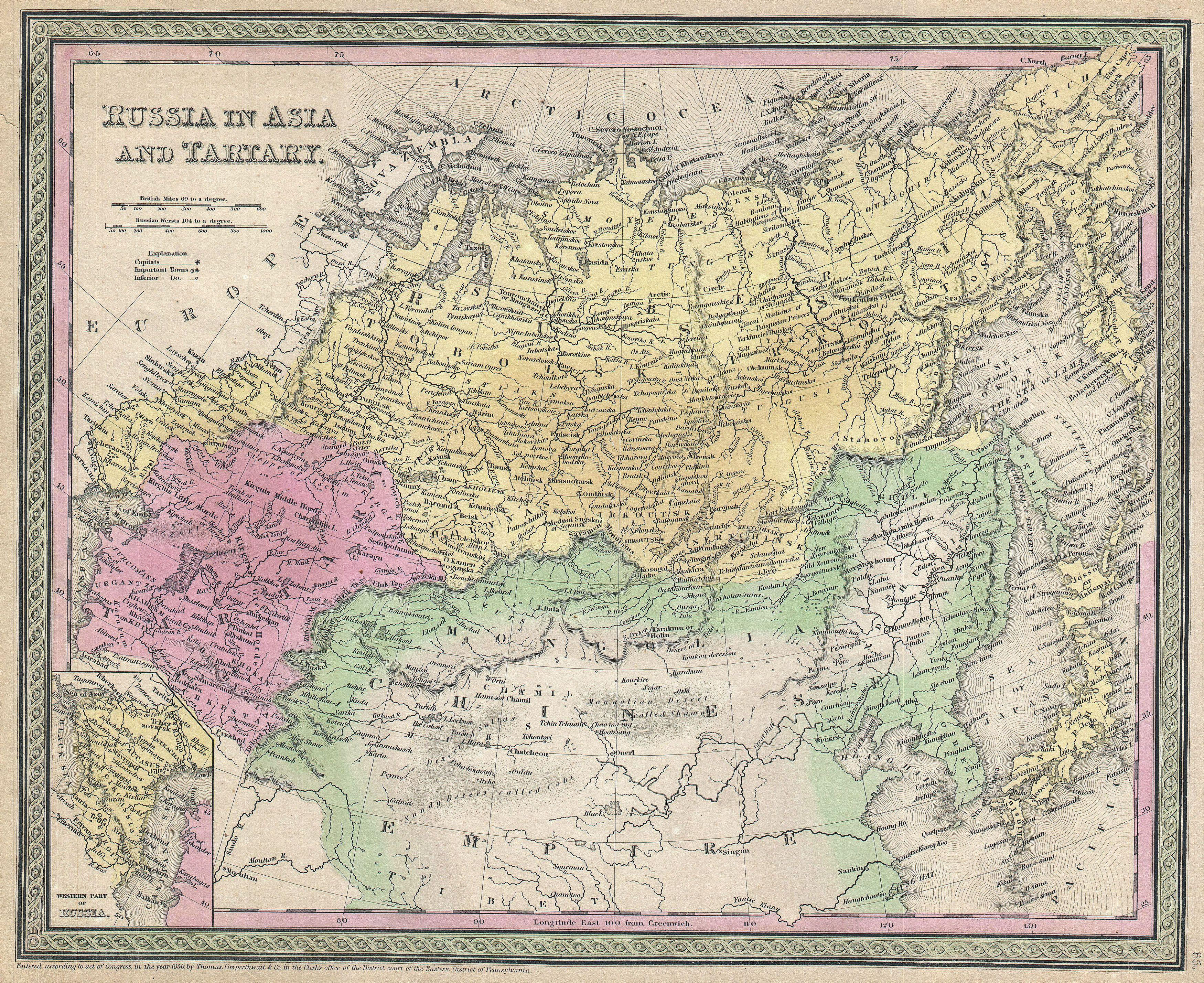
Mapa Mitchell de Rusia en el Lejano Oriente 1853

Por último, se produjo una expansión hacia el Lejano Oriente, ya que los colonos rusos se trasladaron a los distritos mineros y agrícolas de Siberia, asumiendo el control de las tribus locales y construyendo ciudades, minas y campos de prisioneros a lo largo del  ferrocarril transiberiano. La población total de Siberia era de sólo medio millón en 1800, pero llegó a 9 millones en 1914, de los cuales 1 millón eran criminales y exiliados políticos.
Para construir una presencia en el Océano Pacífico, Rusia se apoderó de unos 400 000 kilómetros cuadrados de territorio casi deshabitado de la China de la dinastía Qing en 1858-1860. Envió colonos y prisioneros, de modo que sus posesiones de Vladivostok al norte a lo largo del Mar de Japón llegaron a 310 000 en 1897. Rusia estableció un papel económico hacia el este en las regiones de Sinkiang y Manchuria de China de forma pacífica, utilizando el Tratado de San Petersburgo (1881), préstamos al gobierno chino, redes de comerciantes y construyendo el Ferrocarril Transmanchuriano, un ramal del ferrocarril transiberiano, a través de Manchuria hasta el océano. Mientras tanto, a finales del siglo XIX, el Imperio de Japón se estaba expandiendo en Manchuria y especialmente en Corea. Propuso un acuerdo por el cual los rusos tendrían el papel predominante en Manchuria, y Japón en Corea. El zar, despreciando a los japoneses, se negó rotundamente. En la guerra ruso-japonesa, Japón atacó, haciendo retroceder al ejército ruso en tierra, y hundiendo la principal flota de batalla rusa. Japón tomó el control de Corea y de la mitad sur del  ferrocarril oriental chino.
La expansión rusa saltó a Norteamérica, con pequeñas operaciones de comercio de pieles en Alaska, junto con misioneros a los nativos. Para 1861 el proyecto perdió dinero, amenazó con antagonizar a los americanos y no pudo ser defendido por Gran Bretaña. En la Compra de Alaska de 1867 se vendió a los Estados Unidos por 7,2 millones de dólares.

## Antes de 1793
El zar formó la política exterior de tal manera que una transición podría significar un cambio radical de la noche a la mañana. El ejemplo más famoso fue cuando en 1762, durante la guerra de los Siete Años, la emperatriz  Isabel casi destruyó a Federico el Grande del Reino de Prusia. Entonces murió repentinamente. El nuevo zar  Pedro III era amigo de Federico, quien inesperadamente sobrevivió. Lo llamó el Milagro de la Casa de Brandeburgo.

### Relaciones con Suecia
Durante la Edad Media se libraron varias guerras entre los suecos y los rusos y desde el siglo XV se han librado 11 guerras entre Rusia y Suecia. En estas guerras las fuerzas superiores rusas a menudo superaron a las suecas, que sin embargo a menudo se mantuvieron firmes en batallas como las de Narva (1700) y Svensksund (1790) debido a la capaz organización militar de Suecia.
El tema central de la era 1600-1725 fue la lucha entre Suecia y Rusia por el control del mar Báltico, así como de los territorios que lo rodean. Rusia fue finalmente la ganadora, y Suecia perdió su estatus de gran potencia. En 1610 el ejército sueco marchó a Moscú bajo el mando de Jakob De la Gardie. De 1623 a 1709, la política sueca, particularmente bajo  Gustavo Adolfo (1611-1632) y  Carlos XII (1697-1718), alentó y apoyó militarmente la oposición ucraniana a la hegemonía rusa moscovita. Gustavo Adolfo luchó en la Guerra de Ingria contra Rusia. Terminó en 1617 con el Tratado de Stolbovo, que excluyó a Rusia del mar Báltico. La derrota más dramática de Suecia en el campo de batalla fue en 1709 en la batalla de Poltava, en un intento de secundar al líder de la rebelión ucraniana Mazepa.

### Pedro el Grande
Pedro el Grande (1672-1725) tomó el control de Rusia en 1695. Expandió enormemente el tamaño de Rusia al mismo tiempo que obtuvo acceso a los puertos de los mares Báltico,  Negro y  Caspio. Sus comandantes rusos fueron los generales Aleksandr Danílovich Ménshikov y Borís Sheremétev. Antes de Pedro, Rusia estaba en gran medida aislada de los asuntos europeos en términos no sólo de relaciones militares sino también económicas y culturales. La misteriosa tierra lejana del Este era tenida en baja estima. Pedro vio la urgente necesidad de acceder al Mar Báltico, y formó coaliciones para desafiar el dominio sueco allí. Su éxito transformó el papel de Rusia y la convirtió en un actor en los asuntos europeos.
En 1695 Pedro atacó a las fuerzas turcas que controlaban el río Don. Fracasó porque carecía de una marina o de ingenieros competentes para llevar a cabo un asedio, y no tenía unidad de mando en sus fuerzas. Rápidamente remedió los defectos y capturó a Azov en 1696. En 1697 fue a Europa Occidental para estudiar los últimos métodos de guerra. A su regreso, en 1698, comenzó a reformar el país, convirtiendo el zarato ruso en un imperio modernizado copiando modelos de Europa Occidental con el objetivo de crear un ejército y una marina fuertes y profesionales, así como una base económica sólida. Al principio se basó en oficiales contratados, especialmente alemanes. Pronto construyó una red de escuelas militares en Rusia para producir un liderazgo fresco. Su empresa favorita era la construcción de una moderna flota del tipo que Rusia nunca había conocido.

En 1700 Pedro inició la Gran guerra del Norte con una triple alianza de Dinamarca-Noruega, Sajonia y Polonia-Lituania. Atacaron tres veces el protectorado sueco de Holstein-Gottorp y las provincias de Livonia e Ingria. Carlos obtuvo múltiples victorias a pesar de ser superado en número. Derrotó a un ejército ruso mucho más grande en 1700 en la batalla de Narva. En 1706 las fuerzas suecas bajo el mando del general Carl Gustaf Rehnskiöld derrotaron al ejército combinado de Sajonia y Rusia en la batalla de Fraustadt. Rusia era ahora la única potencia hostil que quedaba.
La subsiguiente marcha de Carlos sobre Moscú tuvo un éxito inicial, ya que la victoria siguió a la victoria, la más significativa de las cuales fue la batalla de Holowczyn donde el pequeño ejército sueco derrotó a un ejército ruso del doble de su tamaño. Sin embargo, la campaña terminó con un desastre, cuando el ejército sueco sufrió grandes pérdidas ante una fuerza rusa más del doble de su tamaño en Poltava, seguida de la rendición en Perevolochna. Carlos pasó años en inútiles intentos de restaurar el poder sueco; Rusia era ahora dominante en el Báltico.

### Relaciones con Gran Bretaña, 1553-1792

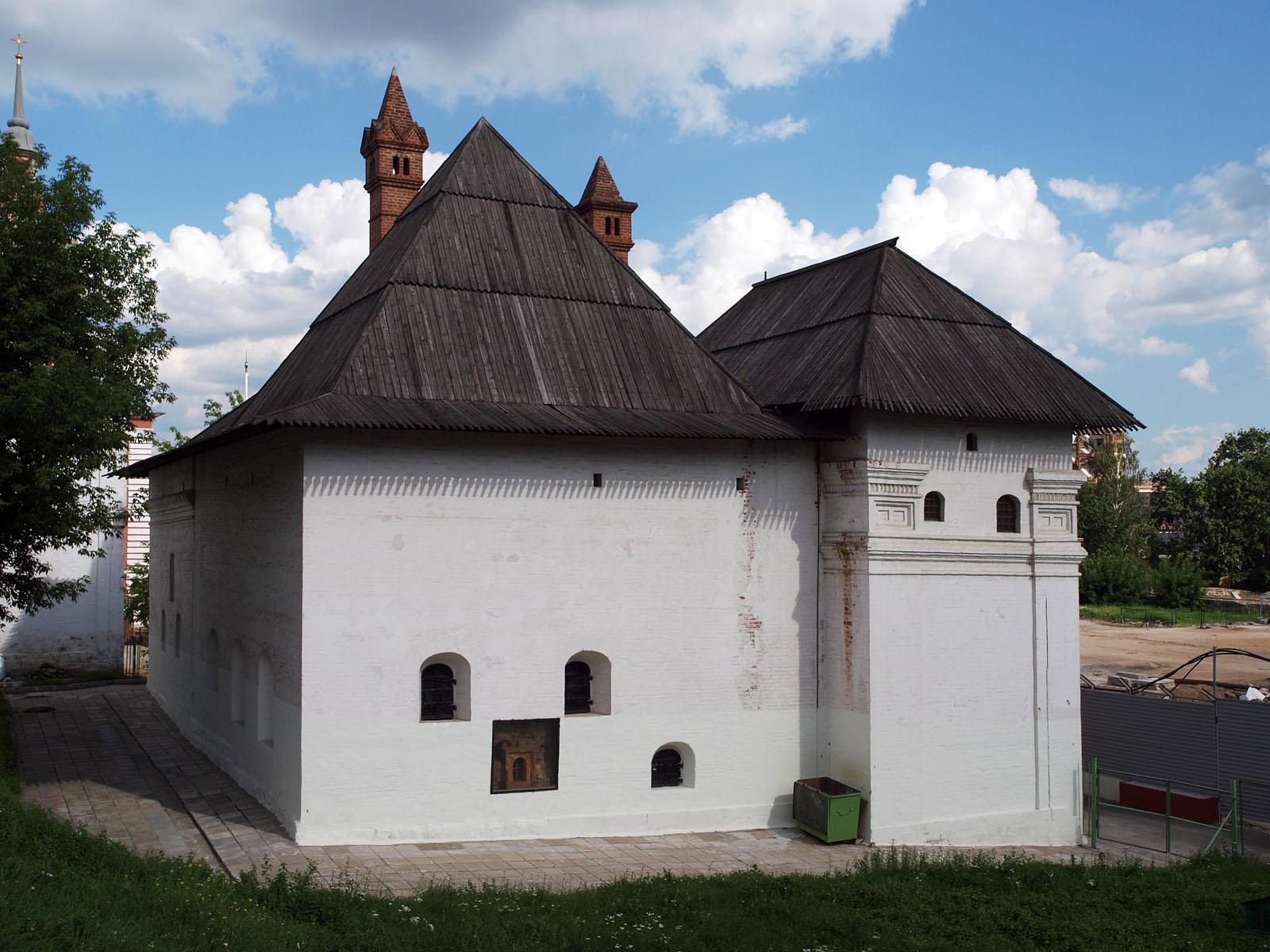
Antigua Corte Inglesa en Moscú - sede de la Compañía Moscovita y residencia de los embajadores ingleses en el siglo XVII

El Reino de Inglaterra y el Zarato de Rusia establecieron relaciones en 1553 cuando el navegante inglés Richard Chancellor llegó a Arcángel, cuando Iván el Terrible gobernaba Rusia. En 1555 se estableció la Compañía de Moscovia. La Compañía de Moscovia mantuvo el monopolio del comercio entre Inglaterra y Rusia hasta 1698.
A partir del decenio de 1720, Pedro invitó a ingenieros británicos a San Petersburgo, lo que dio lugar al establecimiento de una pequeña pero comercialmente influyente comunidad de comerciantes anglo-rusos expatriados de 1730 a 1921. Durante la serie de guerras generales europeas del siglo XVIII, los dos imperios se encontraron a veces como aliados y a veces como enemigos. Los dos estados lucharon en el mismo bando durante la guerra de sucesión austriaca (1740-1748). Estuvieron en lados opuestos durante la guerra de los Siete Años (1756-1763), aunque en ningún momento se enfrentaron en el campo de batalla.

#### La cuestión de Ochakov
El primer ministro  William Pitt se alarmó por la expansión rusa en Crimea en la década de 1780 a expensas de su aliado otomano, y trató de conseguir apoyo parlamentario para revertirla. En las conversaciones de paz con los otomanos, Rusia se negó a devolver la fortaleza clave de Ochakov. Pitt quería amenazar con una represalia militar. Sin embargo, el embajador de Rusia Semyon Vorontsov organizó a los enemigos de Pitt y lanzó una campaña de opinión pública. Pitt ganó la votación por tan poco margen que se rindió y Vorontsov aseguró la renovación del tratado comercial entre Gran Bretaña y Rusia.

## Época napoleónica: 1793-1815
En política exterior, el zar Alejandro I cambió la posición de Rusia con respecto a Francia cuatro veces entre 1804 y 1812 entre neutralidad, oposición y alianza. En 1805 se unió a Gran Bretaña en la Guerra de la Tercera Coalición contra Napoleón. Tras la derrota masiva de los ejércitos ruso y austríaco por Napoleón en la batalla de Austerlitz en 1805, la propaganda oficial rusa culpó a los austríacos y subrayó la superioridad moral del zar Alejandro I. Cambió de bando y formó una alianza con Napoleón mediante el Tratado de Tilsit (1807) y se unió al sistema continental de boicots económicos de Napoleón contra Gran Bretaña. Él y Napoleón nunca pudieron ponerse de acuerdo, especialmente sobre Polonia, y la alianza se derrumbó en 1810. El mayor triunfo del zar llegó en 1812 cuando la invasión de Napoleón a Rusia resultó ser un desastre total para los franceses. La iniciativa se inclinó hacia los aliados. Los ejércitos rusos se unieron a los otros para hacer retroceder a los franceses, tomar París y obligar a Napoleón a abdicar en 1814.

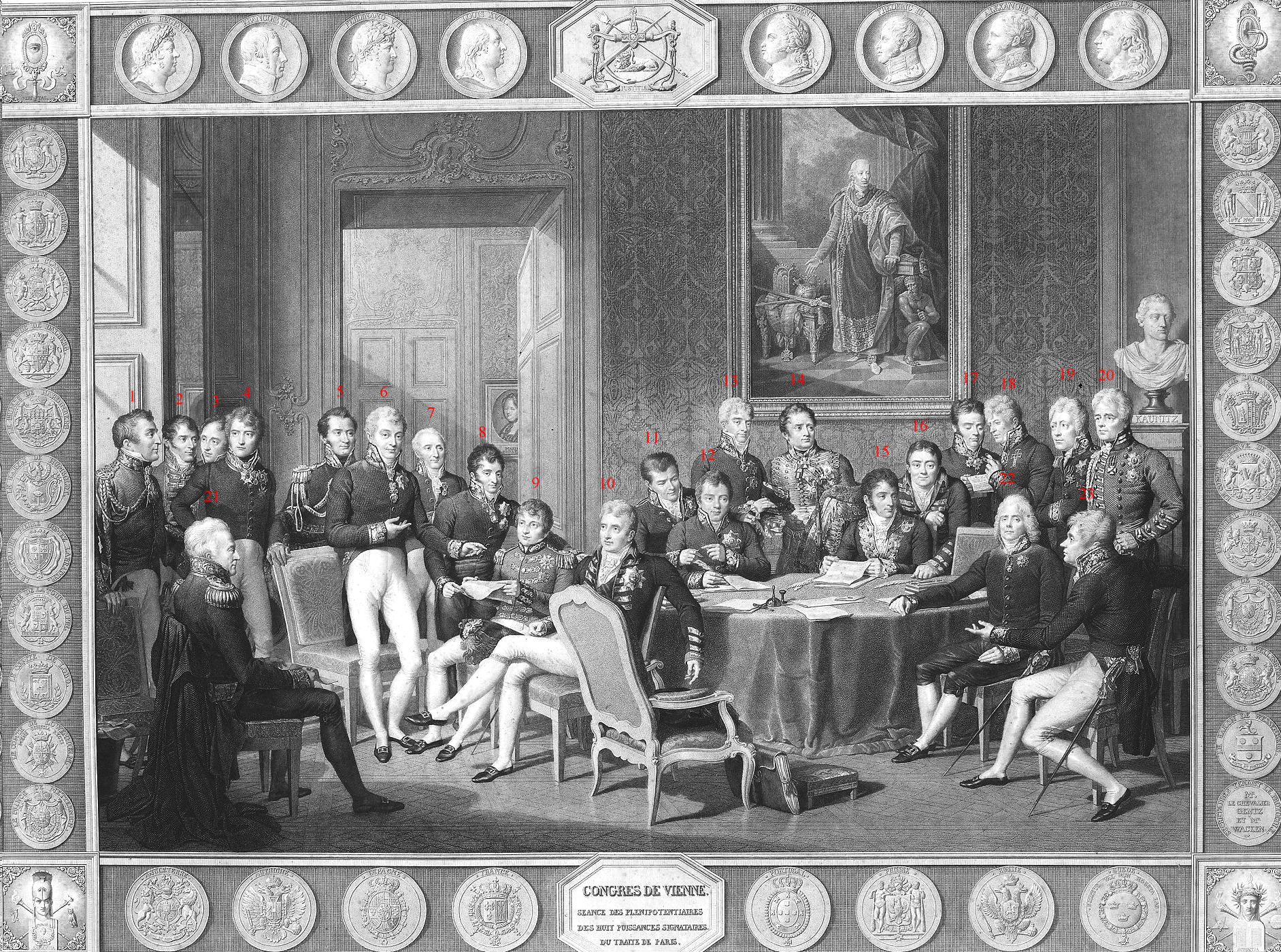
Congreso de Viena, 1814

Como parte de la coalición ganadora contra Napoleón, Rusia obtuvo algunos despojos en Finlandia y Polonia en el Congreso de Viena en 1814-1815. El zar asistió y se involucró profundamente en las disputas diplomáticas sobre los destinos de Polonia, Sajonia y el Reino de Nápoles. Ayudó a establecer alianzas que derrotaron el intento de Napoleón de recuperar el poder en 1815 y ayudó a fomentar un espíritu de cooperación entre los líderes conservadores de Gran Bretaña, Francia, Austria y Prusia. La mayor ganancia territorial fue el control de Polonia, que Napoleón había convertido en un estado independiente. El zar se convirtió en rey de Polonia y, al principio, le permitió una considerable autonomía.

### Gran Bretaña
El estallido de la Revolución Francesa y sus guerras concomitantes unieron temporalmente a la Gran Bretaña constitucionalista y a la Rusia autocrática en una alianza ideológica contra el republicanismo francés. Gran Bretaña y Rusia intentaron detener a los franceses pero el fracaso de su invasión conjunta a los Países Bajos en 1799 precipitó un cambio de actitud.
Los dos países estaban en guerra, con algunos combates navales muy limitados durante la guerra anglo-rusa (1807-1812). En 1812, Gran Bretaña y Rusia se aliaron contra Napoleón en las guerras napoleónicas.

## 1815–1917
Después de 1815, Rusia promovió fuertemente el conservadurismo y la reacción política en Europa Occidental. Tenía toda la tierra que quería, así que una alta prioridad era proteger las fronteras. En la práctica, la cuestión principal era Polonia, que había sido dividida entre Rusia, Alemania y Austria. Un fuerte sentimiento de nacionalismo polaco así como tensiones en el idioma y la religión, católicos versus ortodoxos orientales, causan insatisfacción en la población polaca. Los polacos abrieron grandes revueltas en 1830-31 y 1863-64, y fueron aplastados por el ejército ruso. El Imperio respondió con un programa de rusificación. Al sur y al suroeste, la creciente vulnerabilidad del Imperio Otomano llevó a Rusia a apoyar las revueltas cristianas ortodoxas contra los otomanos en los Balcanes y Grecia. Un importante objetivo a largo plazo era el control de los Estrechos, que permitiría el pleno acceso al Mediterráneo. Gran Bretaña, y también Francia, tomó el lado otomano, lo que llevó a la guerra de Crimea, 1853-56 que dejó a Rusia seriamente debilitada. Rusia tuvo muchas menos dificultades para expandirse hacia el sur, incluyendo la conquista de Turquestán. Sin embargo, Gran Bretaña se alarmó cuando Rusia amenazó al Afganistán, con la amenaza implícita para la India, y décadas de maniobras diplomáticas terminaron finalmente con una Entente anglo-rusa en 1907. La expansión en los vastos tramos de Siberia fue lenta y costosa, pero finalmente fue posible con la construcción del  ferrocarril transiberiano, de 1890 a 1904. Esto abrió Asia Oriental, y los intereses rusos se centraron en Mongolia, Manchuria y Corea. China era demasiado débil para resistirse, y fue atraída cada vez más a la esfera rusa. Japón se opuso fuertemente a la expansión rusa, y derrotó a Rusia en una guerra en 1904-1905. Japón se apoderó de Corea y Manchuria siguió siendo un área disputada. Mientras tanto, Francia, buscando aliados contra Alemania después de 1871, formó una alianza militar en 1894, con préstamos a gran escala a Rusia, ventas de armas y buques de guerra, así como apoyo diplomático. Una vez que el Afganistán fue dividido informalmente en 1907, Gran Bretaña, Francia y Rusia se acercaron cada vez más en oposición a Alemania y Austria. Formaron una «Triple Entente» suelta que jugó un papel central en la Primera Guerra Mundial. Esa guerra estalló cuando el Imperio Austro-Húngaro, con un fuerte apoyo alemán, trató de suprimir el nacionalismo serbio, y Rusia apoyó a Serbia. Todo el mundo empezó a movilizarse, y Berlín decidió actuar antes de que los demás estuvieran listos para luchar, invadiendo primero Bélgica y Francia en el oeste, y luego Rusia en el este.

### Nicolás I, 1825-1855
Después de 1815 Rusia formó la Santa Alianza para suprimir los movimientos revolucionarios en Europa que consideraba como amenazas inmorales a los monarcas cristianos legítimos. La Rusia del zar Nicolás I ayudó a los Klemens von Metternich de Austria a suprimir los movimientos nacionales y liberales. La intervención más importante se produjo cuando el ejército ruso desempeñó un papel decisivo en el aplastamiento de la revolución en Hungría en 1849.
Nicolás I, que gobernó entre 1825 y 1855, fue uno de los líderes rusos más reaccionarios. Su agresiva política exterior implicó muchas guerras costosas que tuvieron un efecto desastroso en las finanzas del imperio. Tuvo éxito contra los vecinos del sur de Rusia al apoderarse de los últimos territorios del Cáucaso en poder de Persia, que comprende la actual Armenia y Azerbaiyán, al terminar con éxito la guerra ruso-persa (1826-28). Para entonces, Rusia había ganado lo que hoy es Daguestán, Georgia, Azerbaiyán y Armenia de Persia, y por lo tanto había ganado por fin la clara ventaja en el Cáucaso, tanto desde el punto de vista geopolítico como territorial. También terminó con éxito la  Guerra ruso-turca. Más tarde, sin embargo, llevó a Rusia a la Guerra de Crimea (1853-56) con resultados desastrosos. Los historiadores destacan que su microgestión de los ejércitos obstaculizó a sus generales, así como su estrategia equivocada. William Fuller señala que los historiadores han concluido con frecuencia que el reinado de Nicolás I fue un fracaso catastrófico tanto en la política interna como en la exterior. A su muerte en 1855, el Imperio Ruso alcanzó su cénit geográfico, abarcando más de 20 millones de kilómetros cuadrados, 7,7 millones de millas cuadradas, pero necesitando desesperadamente una reforma.

### Guerra de Crimea 1852-1856
La causa inmediata de la Guerra de Crimea fue los derechos de las minorías cristianas en Tierra Santa, que era parte del Imperio Otomano. Francia promovió los derechos de los católicos, mientras que Rusia promovió los de la Iglesia Ortodoxa Oriental. Las causas a largo plazo implicaban el declive del Imperio Otomano y la falta de voluntad de Gran Bretaña y Francia para permitir que Rusia ganara territorio y poder a expensas de los otomanos. La guerra se libró en gran parte en la península de Crimea, y tuvo un gran número de víctimas, especialmente de enfermedades. La superioridad naval británico-francesa fue decisiva y la guerra terminó cuando los aliados destruyeron Sebastopol. Rusia se vio obligada a hacer concesiones, pero finalmente las recuperó y continuó amenazando al Imperio Otomano.
Durante gran parte del reinado de Nicolás, Rusia fue vista como una gran potencia militar, con una fuerza considerable. Por fin la guerra de Crimea al final de su reinado demostró al mundo lo que nadie se había dado cuenta antes: Rusia era militarmente débil, tecnológicamente atrasada y administrativamente incompetente. A pesar de sus grandes ambiciones hacia el sur y Turquía, Rusia no había construido su red ferroviaria en esa dirección, y las comunicaciones eran malas. La burocracia estaba plagada de corrupción e ineficiencia y no estaba preparada para la guerra. La Armada era débil y tecnológicamente atrasada; el Ejército, aunque muy grande, sólo servía para los desfiles, sufría de coroneles que se embolsaban la paga de sus hombres, de una moral pobre, y estaba aún más desconectado de la última tecnología desarrollada por Gran Bretaña y Francia. Al final de la guerra, los líderes rusos estaban decididos a reformar el Ejército y la sociedad. Como señala Fuller, Rusia había sido derrotada en la península de Crimea, y los militares temían que inevitablemente volvería a ser derrotada a menos que se tomaran medidas para superar su debilidad militar. El Tratado de París (1856) fue un tratado de paz que se aprovechó de la debilidad de Rusia debilitándola aún más de manera humillante. Dio a las potencias de Europa Occidental el deber nominal de proteger a los cristianos que vivían en el Imperio Otomano, quitando ese papel a Rusia, que había sido designada como tal protector en el Tratado de Küçük Kaynarca de 1774. Las cláusulas más severas exigían la total desmilitarización del Mar Negro, ya que la mayoría de las instalaciones navales más importantes de Rusia ya no podían utilizarse para amenazar o defender. Rusia se volvió casi impotente tanto en el Mar Negro como en el Mediterráneo.

### Asuntos Exteriores después de la Guerra de Crimea

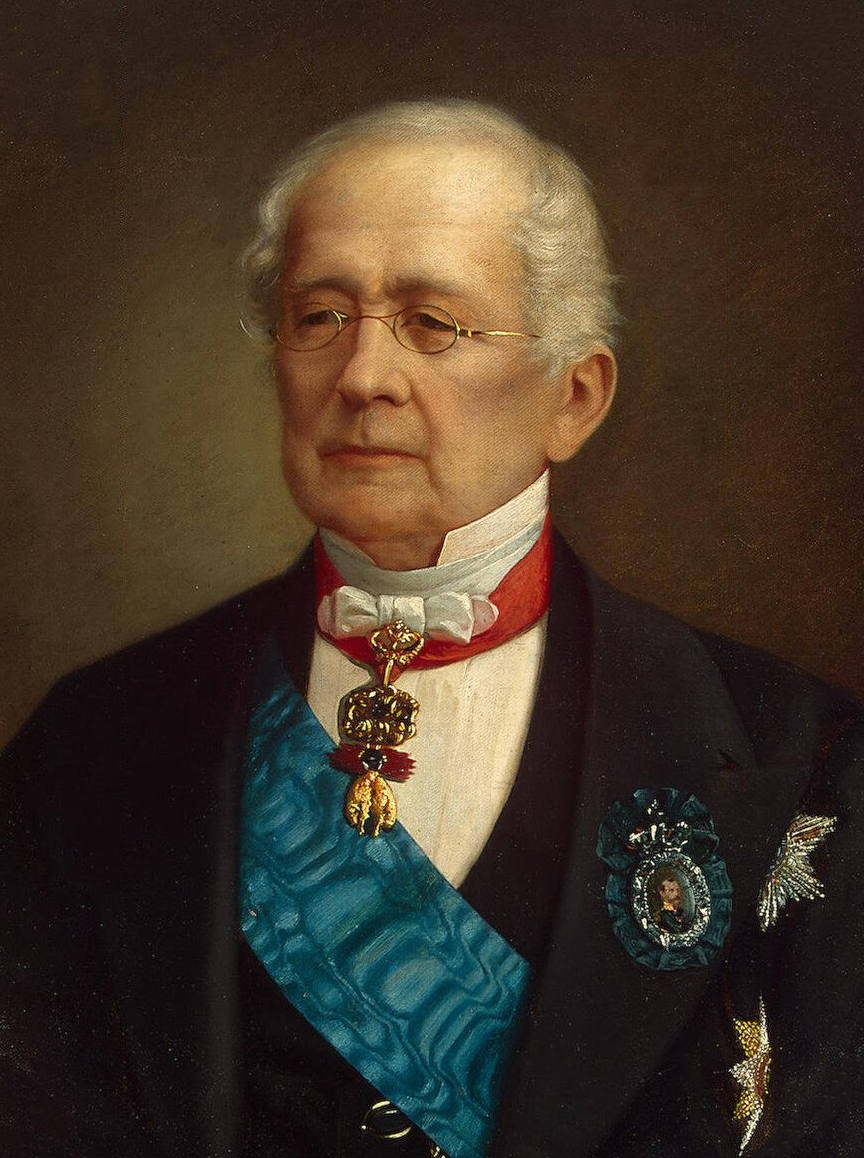
El Príncipe Gorchakov, ministro de relaciones exteriores 1856-1882

El zar Nicolás I murió durante la guerra y fue sucedido por el zar  Alejandro II. Le dio al príncipe  Gorchakov el control total de la política exterior. La nueva política era mantener un bajo perfil en Europa mientras reconstruía el ejército y reformaba la economía doméstica. Gorchakov siguió políticas cautelosas y bien calculadas. Una de las principales prioridades era recuperar el acceso naval al mar Negro. La política se concentró en las buenas relaciones con Francia, Prusia y los Estados Unidos. Los estadistas rusos lograron el objetivo en 1870 a pesar de la oposición de Gran Bretaña y Austria-Hungría.

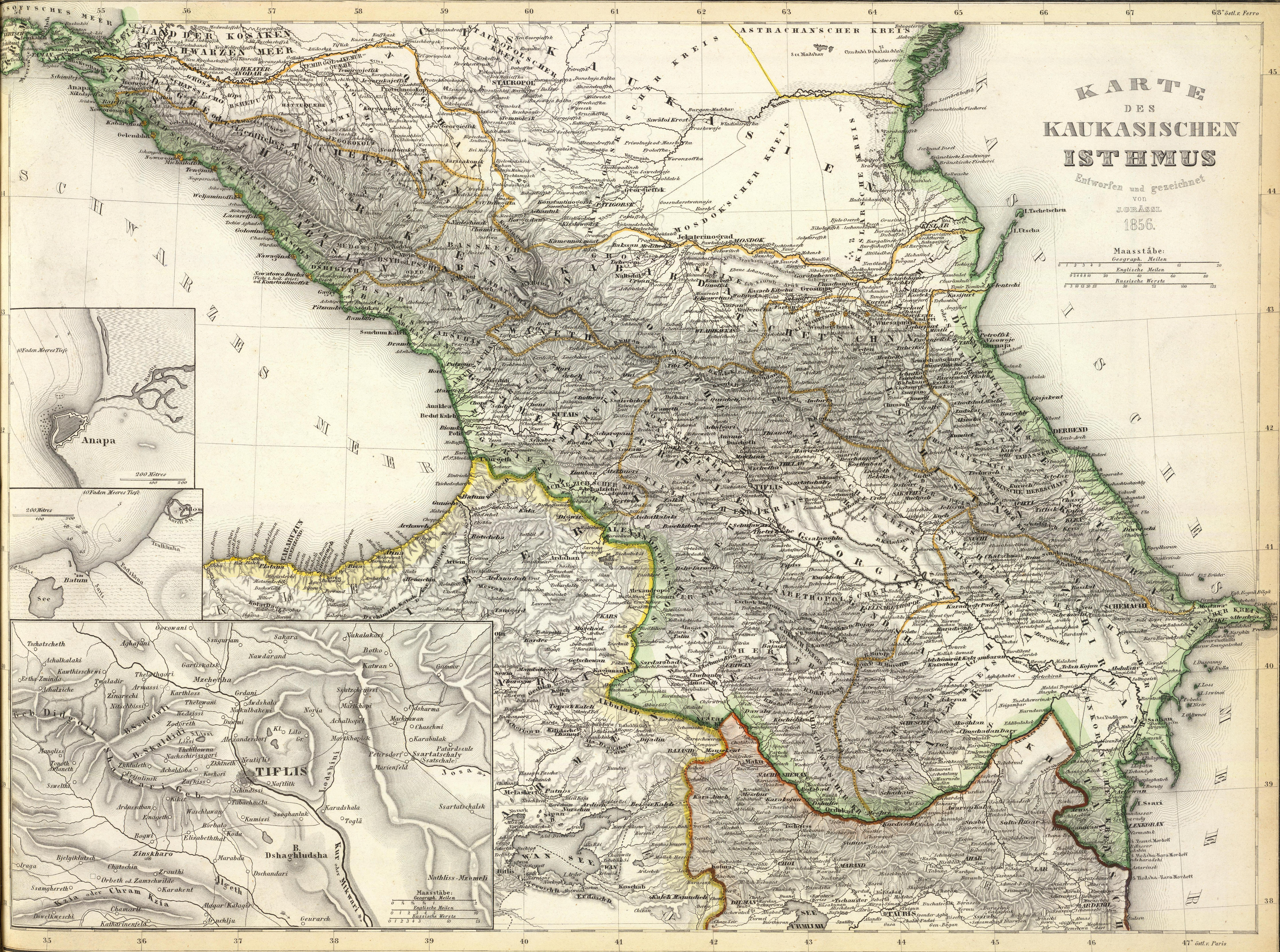
Este caucásico. Mapa dibujado en 1856 por J. Grassl (incluye a Tiflis y su séquito).

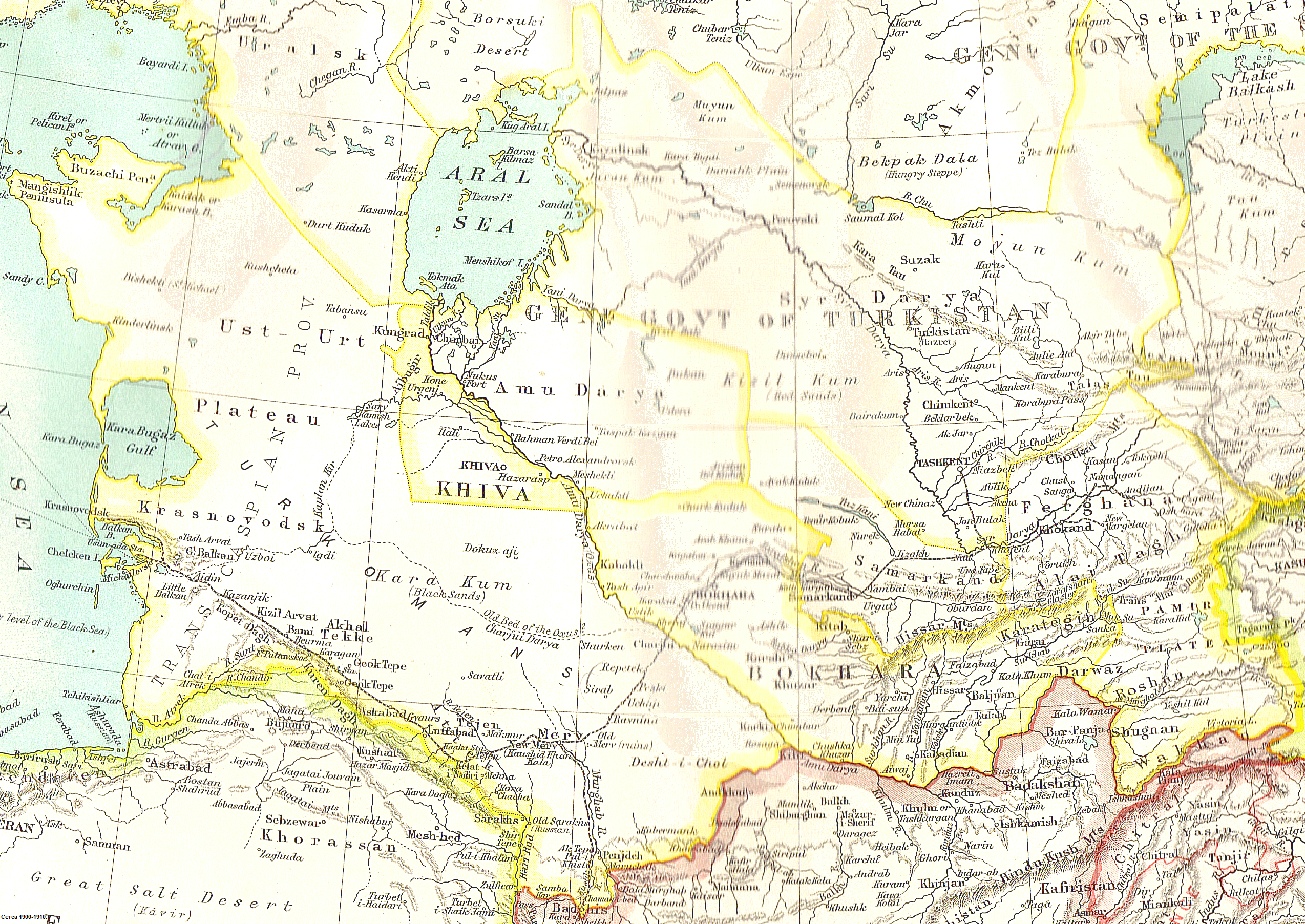
Las fronteras de los territorios imperiales rusos de Khiva y Bujará en el período de 1902-1903.

Rusia dirigió sus planes expansionistas hacia el sur y el este. Las tropas rusas se desplazaron primero para obtener el control de la región del Cáucaso, donde las revueltas de los miembros de las tribus musulmanas -chechenos, circasianos y daguestanes- continuaron a pesar de las numerosas campañas rusas del siglo XIX. Una vez que las fuerzas de Aleksandr Bariátinski capturaron al legendario líder rebelde checheno Shamil en 1859, el ejército reanudó la expansión en el Asia central que había comenzado bajo Nicolás I. La captura de Taskent fue una victoria significativa sobre el kanato de Kokand, parte del cual fue anexado en 1866. Para 1867 las fuerzas rusas habían capturado suficiente territorio para formar la Guberniya (Gobernación General) de Turquestán, cuya capital era Taskent. El Kanato de Bujará perdió entonces la zona crucial de Samarcanda a manos de las fuerzas rusas en 1868. Para evitar alarmar a Gran Bretaña, que tenía fuertes intereses en proteger la cercana India, Rusia dejó los territorios de Bujarán directamente fronterizos con Afganistán y Persia nominalmente independientes. Los kanatos de Asia Central conservaron un grado de autonomía hasta 1917.
Rusia siguió a los Estados Unidos, Gran Bretaña y Francia en el establecimiento de relaciones con el Japón y, junto con Gran Bretaña y Francia, Rusia obtuvo concesiones de China a raíz de la segunda guerra del Opio (1856-1860). En virtud del Tratado de Aigun de 1858 y la Convención de Pekín de 1860, China cedió a Rusia amplios derechos comerciales y regiones adyacentes a los ríos Amur y Ussuri y permitió que Rusia comenzara a construir un puerto y una base naval en Vladivostok.
Como parte de los objetivos de la política exterior en Europa, Rusia inicialmente dio un apoyo cauteloso a la diplomacia antiaustríaca de Francia. Sin embargo, una débil entente franco-rusa se agrió cuando Francia apoyó un levantamiento polaco contra el dominio ruso en 1863. Rusia se alineó entonces más estrechamente con Prusia al aprobar la unificación de Alemania a cambio de una revisión del Tratado de París y la remilitarización del Mar Negro. Estos logros diplomáticos se produjeron en una conferencia celebrada en Londres en 1871, tras la derrota de Francia en la guerra franco-prusiana. Después de 1871 Alemania, unida bajo el liderazgo de Prusia, fue la potencia continental más fuerte de Europa. En 1873 Alemania formó la Liga de los Tres Emperadores con Rusia y Austria-Hungría para evitar que se aliaran con Francia. Sin embargo, las ambiciones austro-húngaras y rusas se enfrentaron en los Balcanes, donde las rivalidades entre las nacionalidades eslavas y los sentimientos antiotomanos bullían.
En el decenio de 1870, la opinión nacionalista rusa se convirtió en un serio factor interno en su apoyo a la liberación de los cristianos de los Balcanes del dominio otomano y a la conversión de Bulgaria y Serbia en cuasi-protectores de Rusia. De 1875 a 1877, la crisis de los Balcanes se intensificó con la  rebelión en Bosnia y Herzegovina y la insurrección en Bulgaria, que los turcos otomanos reprimieron con tanta crueldad que Serbia, pero ninguna de las potencias de Europa occidental, declaró la guerra. A principios de 1877, Rusia acudió al rescate de la asediada Serbia cuando entró en guerra con el Imperio Otomano de 1877-1878. En el plazo de un año, las tropas rusas se acercaban a Constantinopla, y los otomanos se rindieron. Los diplomáticos y generales nacionalistas de Rusia persuadieron a Alejandro II para que obligara a los otomanos a firmar el Tratado de San Stéfano en marzo de 1878, creando una Bulgaria ampliada e independiente que se extendía hasta los Balcanes sudoccidentales.
Otro resultado importante de la guerra ruso-turca de 1877-78 a favor de Rusia fue la adquisición a los otomanos de las provincias de Batum, Ardahan y Kars en el Cáucaso meridional, que se transformaron en las regiones administradas militarmente de la región de Batum y la región de Kars. Para sustituir a los refugiados musulmanes que habían huido a través de la nueva frontera hacia el territorio otomano, las autoridades rusas establecieron en la región de Óblast de Kars a un gran número de cristianos de una gama étnicamente diversa de comunidades, en particular los georgianos, los griegos del Cáucaso y los armenios, todos los cuales esperaban lograr sus propias ambiciones regionales a costa del imperio ruso. Cuando Gran Bretaña amenazó con declarar la guerra por los términos del Tratado de San Esteban, una Rusia exhausta se echó atrás. En el Congreso de Berlín de julio de 1878, Rusia aceptó la creación de una Bulgaria más pequeña. Los nacionalistas rusos estaban furiosos con Austria-Hungría y Alemania por no haber respaldado a Rusia, pero el zar aceptó una revivida y fortalecida Liga de los Tres Emperadores, así como la hegemonía austro-húngara en los Balcanes occidentales.
Los intereses diplomáticos y militares rusos se volvieron a centrar posteriormente en Asia Central, donde Rusia había sofocado una serie de levantamientos en el decenio de 1870, y Rusia incorporó al imperio emiratos hasta entonces independientes. Gran Bretaña renovó su preocupación en 1881 cuando las tropas rusas ocuparon las tierras turcomanas en las fronteras persa y afgana, pero Alemania prestó apoyo diplomático a los avances rusos y se evitó una guerra anglo-rusa.
Mientras tanto, el patrocinio de Rusia de la independencia de Bulgaria tuvo resultados negativos, ya que los búlgaros, enfadados por la continua interferencia de Rusia en los asuntos internos, buscaron el apoyo de Austria-Hungría. En la disputa que surgió entre Austria-Hungría y Rusia, Alemania adoptó una posición firme hacia Rusia mientras apaciguaba al zar con una alianza defensiva bilateral, el Tratado de reaseguro de 1887 entre Alemania y Rusia.
En un año, la acritud ruso-alemana llevó a Otto von Bismarck a prohibir más préstamos a Rusia, y Francia reemplazó a Alemania como financista de Rusia. Cuando Guillermo II despidió a  Bismarck en 1890, la suelta entente ruso-prusiana se derrumbó después de haber durado más de veinticinco años. Tres años más tarde, Rusia se alió con Francia mediante la celebración de una convención militar conjunta, que coincidía con la doble alianza formada en 1879 por Alemania y Austria-Hungría.

### Relaciones con Gran Bretaña

#### Rusofobia
De 1820 a 1907, un nuevo elemento surgió: La rusofobia. El sentimiento de la élite británica se volvió cada vez más hostil hacia Rusia, con un alto grado de ansiedad por la seguridad de la India, con el temor de que Rusia empujara hacia el sur a través de Afganistán. Además, había una creciente preocupación de que Rusia desestabilizara a Europa del Este con sus ataques al tambaleante Imperio Otomano. Este temor hizo de la cuestión del Este un asunto de alta prioridad. Rusia estaba especialmente interesada en conseguir un puerto de agua caliente que permitiera a su marina. Conseguir el acceso desde el Mar Negro al Mediterráneo era un objetivo, lo que significaba el acceso a través de los estrechos controlados por los otomanos.
Rusia intervino en nombre de los griegos ortodoxos en la guerra de Independencia de Grecia (1821-1829); el  tratado de paz de Londres favoreció a Grecia pero aumentó la rusofobia en Gran Bretaña y Francia. En 1851 se celebró en el Crystal Palace de Londres la «Gran Exposición de las Obras de la Industria de Todas las Naciones», que incluía más de 100 000 piezas de cuarenta naciones. Fue la primera exposición internacional del mundo. Rusia aprovechó la oportunidad para disipar la creciente rusofobia refutando los estereotipos de Rusia como una tiranía represiva militarista y atrasada. Sin embargo, sus suntuosas exhibiciones de productos de lujo y grandes "objetos de arte" con poca tecnología avanzada no cambiaron mucho su reputación. Gran Bretaña consideraba que su marina era demasiado débil para preocuparse, pero veía a su gran ejército como una gran amenaza.
Las presiones rusas sobre el Imperio Otomano continuaron, dejando a Gran Bretaña y Francia para aliarse con los otomanos y retroceder contra Rusia en la Guerra de Crimea (1853-1856). La rusofobia fue un elemento que generó el apoyo popular británico y francés a la guerra lejana. La opinión de la élite en Gran Bretaña, especialmente entre los liberales, apoyó a los polacos contra el duro dominio ruso, después de 1830. El gobierno británico observó con nerviosismo cómo Rusia reprimía las revueltas en la década de 1860, pero se negó a intervenir.
En 1874, la tensión disminuyó cuando el segundo hijo de la reina Victoria se casó con la única hija del zar Alejandro II, seguido de una cordial visita de estado del zar. La buena voluntad superficial no duró más de tres años, cuando las fuerzas estructurales empujaron de nuevo a las dos naciones al borde de la guerra.

#### El Gran Juego y los asuntos asiáticos

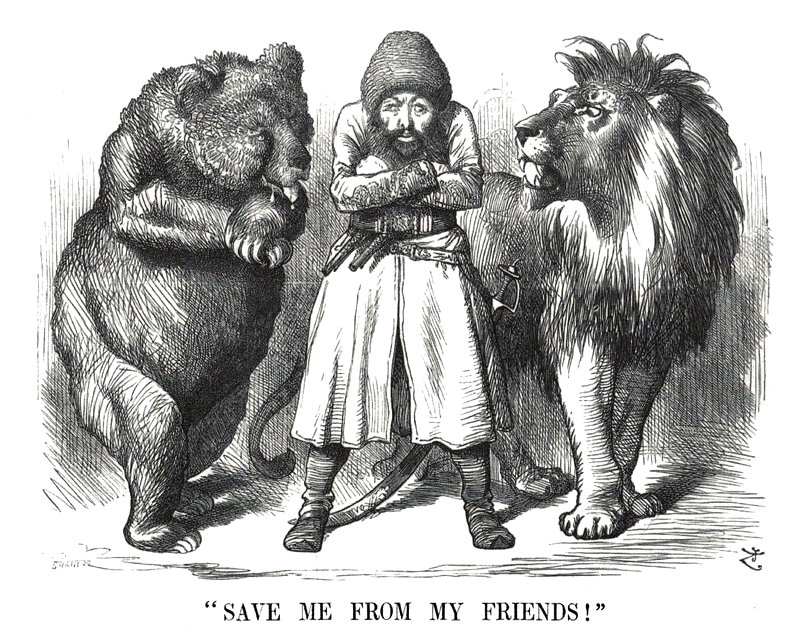
Rusia representada como un oso y Gran Bretaña como un león que se come un Afganistán comestible en el Gran Juego.

La rivalidad entre Gran Bretaña y Rusia creció constantemente en Asia Central en el Gran Juego de finales del siglo XIX. Rusia deseaba puertos de agua caliente en el Océano Índico mientras que Gran Bretaña quería evitar que las tropas rusas obtuvieran una ruta de invasión potencial a la India. En 1885 Rusia anexó parte de Afganistán en el incidente de Panjdeh, lo que causó un susto de guerra. Sin embargo, el ministro de Relaciones Exteriores de Rusia, Nikolái Girs, y su embajador en Londres, el Barón de Staal, establecieron un acuerdo en 1887 que estableció una zona de amortiguación en Asia Central. La diplomacia rusa se ganó así la aceptación británica a regañadientes de su expansionismo. Persia fue también un escenario de tensión, y se dividió en esferas de influencia sin guerra.
Rusia siguió el liderazgo de las principales potencias al enviar una fuerza de ocupación para proteger a los súbditos internacionales en China durante la  Rebelión de los Bóxers (1899-1901).

### Políticas pacíficas

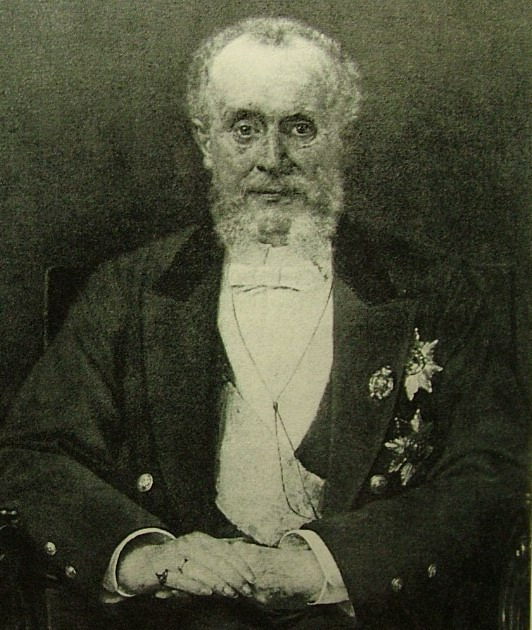
Nikolái Girs, Ministro de Relaciones Exteriores 1882-95

El diplomático Nikolái Girs, descendiente de una rica y poderosa familia de origen escandinavo, fue Ministro de Asuntos Exteriores, 1882-1895, durante el reinado de  Alejandro III. Fue uno de los arquitectos de la Alianza franco-rusa de 1891, que más tarde se amplió a la Triple Entente con la incorporación de Gran Bretaña. Esa alianza sacó a Francia del aislamiento diplomático y llevó a Rusia de la órbita alemana a una coalición con Francia, que fue fuertemente apoyada por la asistencia financiera francesa a la modernización económica de Rusia. El zar Alejandro III se atribuyó el mérito de las políticas pacíficas pero, según Margaret Maxwell, los historiadores han subestimado su éxito en una diplomacia que incluía numerosos acuerdos, tratados y convenciones negociados. Estos acuerdos definieron las fronteras rusas y restauraron el equilibrio en situaciones peligrosamente inestables. Apoyó numerosas comisiones internacionales y realizó muchas misiones de buena voluntad, durante las cuales recalcó repetidamente las intenciones pacíficas de Rusia. Su éxito más importante se produjo en 1885, al resolver las tensiones de larga duración con Gran Bretaña, que temía que la expansión rusa hacia el sur fuera una amenaza para la India. Girs solía tener éxito en la contención de las inclinaciones agresivas del zar Alejandro III, convenciéndolo de que la propia supervivencia del sistema zarista dependía de que se evitaran las guerras importantes. Con una profunda comprensión de los estados de ánimo y las opiniones del zar, Girs típicamente moldeaba las decisiones finales superando a periodistas, ministros e incluso a la zarina hostiles, así como a sus propios embajadores. Bajo Girs y Alejandro III, Rusia no luchó en grandes guerras.

### Guerra con Japón por Corea, 1904-05
La guerra ruso-japonesa (1904-1905) se libró por ambiciones rivales en Manchuria y Corea. La mayoría de los observadores internacionales esperaban que Rusia venciera fácilmente al advenedizo Japón, y se asombraron cuando Japón hundió la principal flota rusa y ganó la guerra, lo que supuso la primera gran victoria asiática sobre una potencia europea moderna. Rusia buscaba un puerto de agua caliente en el Océano Pacífico para su creciente armada, y para expandir el comercio marítimo. Vladivostok sólo estuvo operativo durante el verano, mientras que Port Arthur, una base naval en la provincia de Liaodong arrendada a Rusia por China, estuvo operativa todo el año. Desde el final de la primera guerra chino-japonesa en 1895, las negociaciones entre Rusia y Japón no llegaron a ninguna parte. Japón estaba preocupado por la larga marcha de Rusia hacia el este a través de Siberia y Asia central, y ofreció reconocer el dominio ruso en Manchuria a cambio del reconocimiento de Corea como parte de la esfera de influencia japonesa. Tokio valoró mucho más a Corea que San Petersburgo, pero Rusia exigió que Corea al norte del paralelo 39 se convirtiera en una zona de amortiguación neutral entre Rusia y Japón. Mientras que los responsables rusos estaban confundidos, Japón trabajó para aislarlos diplomáticamente, especialmente firmando la Alianza anglojaponesa en 1902, (aunque no exigió a Gran Bretaña que entrara en guerra). Tras el colapso de las negociaciones en 1904, la Armada Japonesa abrió las hostilidades atacando a la Flota Oriental Rusa en Port Arthur en un ataque sorpresa. Rusia sufrió numerosas derrotas pero el Zar Nicolás II estaba convencido de que Rusia ganaría finalmente, así que se negó a llegar a un acuerdo. La batalla decisiva tuvo lugar en mayo de 1905 en la batalla de Tsushima, cuando la principal flota de combate rusa, después de dar la vuelta al mundo, llegó finalmente a las costas de Corea y se hundió en cuestión de horas. La paz llegó con el  Tratado de Portsmouth, mediado por el presidente estadounidense Theodore Roosevelt. Fue muy ventajoso para Japón y transformó el equilibrio de poder en Asia Oriental.
Gran Bretaña se mantuvo estrictamente neutral, como lo permite su tratado con Japón. Sin embargo, hubo un breve susto de guerra en octubre de 1905 cuando la flota de batalla rusa que se dirigía a luchar contra Japón se enfrentó por error a una serie de buques pesqueros británicos en el Mar del Norte. El malentendido se resolvió rápidamente.
No sólo Rusia fue humillada por su derrota a manos de una potencia oriental, sino que hubo un gran descontento en casa, tipificado por la Revolución de 1905. La respuesta en los asuntos internacionales llegó con dos tratados en 1907 con Japón y Gran Bretaña. El acuerdo con el Japón permitió que el sur de Manchuria se reservara como esfera de interés japonés, y Corea estaba completamente bajo control japonés - fue anexada formalmente en 1910. A cambio, Rusia obtuvo el control del norte de Manchuria. La ciudad de Harbin se convirtió en un importante centro ferroviario y administrativo. Los colonos rusos fueron trasladados, el comercio se desarrolló y las propiedades mineras se desarrollaron. El tratado con Japón también dio a Rusia carta blanca en la Mongolia Exterior, aunque nominalmente permaneció bajo propiedad china.
La  Convención anglo-rusa de 1907 puso fin a la larga rivalidad en Asia central y permitió a ambos países superar a los alemanes, que amenazaban con conectar Berlín con Bagdad por medio de un nuevo ferrocarril que probablemente alinearía el imperio turco con Gran Bretaña. Con ello se puso fin a la disputa sobre Persia, ya que Gran Bretaña prometió mantenerse al margen de la mitad septentrional, mientras que Rusia reconoció el sur de Persia como parte de la esfera de influencia británica. Rusia también prometió mantenerse fuera del Tíbet y Afganistán. A cambio, Londres concedió préstamos y cierto apoyo político.

## El acercamiento de la Primera Guerra Mundial

Alineaciones diplomáticas europeas poco antes de la guerra. Nota: Alemania y el Imperio Otomano sólo formaron una alianza poco después del estallido de la guerra.

### Aliados, 1907-1917
La diplomacia se volvió delicada a principios del siglo XX. Rusia estaba preocupada por la Entente Cordiale entre Gran Bretaña y Francia firmada en 1904. Rusia y Francia ya tenían un acuerdo de defensa mutua que decía que Francia estaba obligada a amenazar a Inglaterra con un ataque si Gran Bretaña le declaraba la guerra a Rusia, mientras que Rusia debía concentrar más de 300 000 tropas en la frontera afgana para una incursión en la India en caso de que Inglaterra atacara a Francia. La solución era llevar a Rusia a la alianza británico-francesa. La Entente anglo-rusa y la Convención anglo-rusa de 1907 hicieron a ambos países parte de la Triple Entente.
Rusia y Japón desarrollaron relaciones amistosas después de que su guerra terminó. El desarrollo de una alianza militar informal se hizo posible porque Gran Bretaña, que tenía una alianza militar con Japón, se alejó cada vez más de Alemania y se acercó cada vez más a Rusia. Gran Bretaña y Rusia resolvieron sus dificultades pendientes para 1907. Además Japón y Rusia tenían un gran interés en desarrollar ferrocarriles en Manchuria y China. Como resultado, fue fácil para el Japón unirse a Rusia, Francia y Gran Bretaña como aliado en la Primera Guerra Mundial en 1914. Japón obtuvo importantes logros en la guerra, apoderándose de muchas de las colonias alemanas en el Pacífico y en China, mientras que al mismo tiempo intentaba reducir a la propia China a la condición de marioneta.
Un factor relativamente nuevo que influyó en la política rusa fue el crecimiento del espíritu  paneslavo que identificó el deber de Rusia hacia todos los pueblos de habla eslava, especialmente los de religión ortodoxa. El crecimiento de este impulso desvió la atención del Imperio Otomano, y hacia la amenaza que representaba para los pueblos eslavos el Imperio Austro-Húngaro. Serbia se identificó a sí misma como la campeona del ideal paneslavo; Austria juró destruir a Serbia por esa razón en 1914. Los historiadores siguen debatiendo cuánta responsabilidad compartió Rusia en la guerra debido a su apoyo automático a Serbia cuando estaba siendo atacada por el Imperio Austro-Húngaro en la Crisis de Julio. En una opinión minoritaria, Sean McMeekin argumenta en The Russian Origins of the First World War (2011) que los rusos tenían la mayor culpa, y que su objetivo era la expansión imperial en el Medio Oriente.

### Estudios
- Ascher, Abraham. Russia: A Short History (2011) ; university textbook
- Bromley, Jonathan. Russia 1848-1917. (Heinemann, 2002). Short textbook
- Bushkovitch, Paul. A Concise History of Russia (2011) . Short textbook
- Cracraft, James. ed. Major Problems in the History of Imperial Russia (1993).
- Dallin, David J. The Rise of Russia in Asia (1950).
- De Madariaga, Isabel. Russia in the Age of Catherine the Great (2002), comprehensive topical survey
- Dowling, Timothy C. (2014). Russia at War: From the Mongol Conquest to Afghanistan, Chechnya, and Beyond [2 volumes]. ABC-CLIO. ISBN 978-1-59884-948-6.
- Gaddis, John Lewis. Russia, the Soviet Union, and the United States (2nd ed. 1990) online free to borrow covers 1781-1988
- Geyer, Dietrich, and Bruce Little. Russian Imperialism: The Interaction of Domestic and Foreign Policy, 1860–1914 (Yale UP, 1987).
- Hall, Richard C. ed. War in the Balkans: An Encyclopedic History from the Fall of the Ottoman Empire to the Breakup of Yugoslavia (2014)
- Hughes, Lindsey (2000). Russia in the Age of Peter the Great. Yale UP. ISBN 978-0-300-08266-1.
- Jelavich, Barbara. St. Petersburg and Moscow: Tsarist and Soviet Foreign Policy, 1814–1974 (1974).
- Kagan, Frederick, and Robin Higham, eds. The Military History of Tsarist Russia (2008)
- Khodarkovsky, Michael. Russia's Steppe Frontier: The Making of a Colonial Empire, 1500-1800 (2002).
- Lieven, Dominic, ed. The Cambridge History of Russia: vol 2: Imperial Russia, 1689–1917 (2006)
- Lincoln, W. Bruce. The Romanovs: Autocrats of All the Russias (1983) , sweeping narrative history
- Longley, David (2000). The Longman Companion to Imperial Russia, 1689–1917. New York, NY: Longman Publishing Group. pp. 496. ISBN 978-0-582-31990-5.
- MacKenzie, David. Imperial Dreams/Harsh Realities: Tsarist Russian Foreign Policy, 1815–1917 (1994).
- Moss, Walter G. A History of Russia. Vol. 1: To 1917. (2d ed. Anthem Press, 2002); . University
- Perrie, Maureen, et al. The Cambridge History of Russia. (3 vol. Cambridge University Press, 2006).
- Petro, Nicolai N. Russian foreign policy: from empire to nation-state (Pearson, 1997), textbook
- Quested, Rosemary K.I. Sino-Russian relations: a short history (Routledge, 2014) online
- Ragsdale, Hugh. Imperial Russian Foreign Policy (1993)
- Riasanovsky, Nicholas V. and Mark D. Steinberg. A History of Russia (7th ed. Oxford UP, 2004), 800 pages. ; university textbook
- Rywkin, Michael. Russian colonial expansion to 1917 (1988).
- Saul, Norman E. Historical Dictionary of Russian and Soviet Foreign Policy (2014)
- Seton-Watson, Hugh. The Russian Empire 1801–1917 (1967) pp 41–68, 83–182, 280–331, 430–460, 567–597, 677–697.
- Stone, David. A Military History of Russia: From Ivan the Terrible to the War in Chechnya
- Suny, Ronald Grigor, ed. The Cambridge History of Russia: vol 3: The Twentieth Century (2006)
- Ziegler; Charles E. The History of Russia (Greenwood Press, 1999) online edition Archivado el 30 de marzo de 2009 en Wayback Machine. ; university textbook

### Geografía, mapas temáticos
- Barnes, Ian. Restless Empire: A Historical Atlas of Russia (2015), copies of historic maps
- Catchpole, Brian. A Map History of Russia (Heinemann Educational Publishers, 1974), new topical maps.
- Channon, John, and Robert Hudson. The Penguin historical atlas of Russia (Viking, 1995), new topical maps.
- Chew, Allen F. An atlas of Russian history: eleven centuries of changing borders (Yale UP, 1970), new topical maps.
- Gilbert, Martin. Atlas of Russian history (Oxford UP, 1993), new topical maps.
- Parker, William Henry. An historical geography of Russia (Aldine, 1968).

### Temas
- Adams, Michael. Napoleon and Russia (2006).
- Boeckh, Katrin. "The Rebirth of Pan-Slavism in the Russian Empire, 1912–13." in  Katrin Boeckh and Sabine Rutar, eds. The Balkan Wars from Contemporary Perception to Historic Memory (2016) pp. 105–137.
- Davies, Brian L. "The Development of Russian Military Power 1453–1815." in Jeremy Black, ed., European Warfare 1453–1815 (Macmillan Education UK, 1999) pp. 145–179.
- Fuller, William C. Strategy and Power in Russia 1600–1914 (1998); ; military strategy
- Esthus, Raymond A. "Nicholas II and the Russo-Japanese War." Russian Review 40.4 (1981): 396–411. online
- Gatrell, Peter. "Tsarist Russia at War: The View from Above, 1914 – February 1917." Journal of Modern History 87#3 (2015): 668–700.
- Kennan, George F. The fateful alliance: France, Russia, and the coming of the First World War (1984), focus on the early 1890s Online free to borrow
- Lieven, Dominic. Empire: The Russian empire and its rivals (Yale UP, 2002), comparisons with British, Habsburg & Ottoman empires.
- Lieven, D.C.B. Russia and the Origins of the First World War (1983).
- Lieven, Dominic. Russia Against Napoleon: The True Story of the Campaigns of War and Peace (2011).
- McMeekin, Sean. The Russian Origins of the First World War (2011).
- Neumann, Iver B. "Russia as a great power, 1815–2007." Journal of International Relations and Development 11#2 (2008): 128–151. online
- Olson, Gust, and Aleksei I. Miller. "Between Local and Inter-Imperial: Russian Imperial History in Search of Scope and Paradigm." Kritika: Explorations in Russian and Eurasian History (2004) 5#1 pp: 7–26.
- Palmer, A. W. "Lord Salisbury's Approach to Russia, 1898." Oxford Slavonic Papers 6 (1955): 102-14.
- Saul, Norman E. Distant Friends: The United States and Russia, 1763-1867 (1991)
- Saul, Norman E. Concord and Conflict: The United States and Russia, 1867-1914 (1996)
- Saul, Norman E. War and Revolution: The United States and Russia, 1914-1921 (2001)
- Stolberg, Eva-Maria. (2004) "The Siberian Frontier and Russia's Position in World History," Review: A Journal of the Fernand Braudel Center 27#3 pp 243–267
- Wells, David and Sandra Wilson. The Russo-Japanese War in Cultural Perspective, 1904-05 (1999)

- Datos: Q27628298